# 甘貝爾丘
甘貝爾丘（英語：Gamble Cone）是南極洲的山丘，位於羅斯島，處於郵政局山東南面1.1公里，屬於凱爾山的一部分，海拔高度約400米，以威靈頓維多利亞大學探險隊的地質學家命名，現時由南極條約體系管理。